# Biała Niżna
Biała Niżna (prononciation : [ˈbʲawa ˈɲiʐna]) est un village de la Gmina de Grybów en Pologne. Il est situé à 89 kilomètres au sud-est de Cracovie.
Le village a une population totale de 2 200 personnes.

## Histoire
En 1940, les allemands enferment dans un ghetto 2 500 juifs des villages des environs: Krużlowa Niżna, Krużlowa Wyżna, Stara Wies, Siołkow, Mszalnica, Kąclowa, Biała Wyżna, Ptaszkow ainsi que de Łódź. En août 1942, le ghetto est liquidé. Certains prisonniers sont transportés au ghetto de Nowy Sącz mais environ 360 hommes, femmes et enfants sont assassinés à Biala Nizna.